# Торре-Больдоне
Торре-Больдоне (італ. Torre Boldone) — муніципалітет в Італії, у регіоні Ломбардія, провінція Бергамо.
Торре-Больдоне розташоване на відстані близько 480 км на північний захід від Рима, 50 км на північний схід від Мілана, 4 км на північний схід від Бергамо.
Населення — 8703 особи (2014).
Щорічний фестиваль відбувається 11 листопада. Покровитель — святий Мартин.

## Демографія
Населення за роками:

Станом на 1 січня 2023 року в муніципалітеті офіційно проживав 841 іноземець з 60 країн, серед них 189 громадян країн Євросоюзу та 85 громадян України.

## Сусідні муніципалітети
- Бергамо
- Горле
- Понтераніка
- Раніка